# Доляни (Италия)
Вижте пояснителната страница за други значения на Доляни.
Доля̀ни (на италиански: Dogliani; на пиемонтски: Dojan, Доян) е малко градче и община в Северна Италия, провинция Кунео, регион Пиемонт. Разположено е на 295 m надморска височина. Населението на общината е 4810 души (към 2010 г.).